# Mycetozoa
Micetozoários é um infrafilo de protistas peculiares que normalmente possuem a forma de uma ameba, mas nas condições certas podem desenvolver corpos e produzir esporos, advindos de um esporângio similar aos organismos do reino Fungi. Estes organismos são geralmente pequenos e pouco conhecidos.
Entretanto, embora semelhantes, os micetozoários não devem ser confundidos com os fungos do reino Fungi. Eles se alimentam desenvolvendo uma série de tubos na direção do alimento.
É dividido em três classes: Myxogastria, Protostelea e Dictyostelia
- Commons
- Wikispecies